# Episodi de Il commissario Moulin (prima stagione)
| nº | Titolo originale            | Titolo italiano | Prima TV Francia  | Prima TV Italia |
| -- | --------------------------- | --------------- | ----------------- | --------------- |
| 1  | Ricochets                   |                 | 4 agosto 1976     |                 |
| 2  | La surprise du chef         |                 | 11 agosto 1976    |                 |
| 3  | La peur des autres          |                 | 18 agosto 1976    |                 |
| 4  | Choc en retour              |                 | 25 agosto 1976    |                 |
| 5  | L'évadé                     |                 | 27 ottobre 1976   |                 |
| 6  | Marée basse                 |                 | 23 febbraio 1977  |                 |
| 7  | Petite hantise              |                 | 18 maggio 1977    |                 |
| 8  | Cent mille soleils          |                 | 7 settembre 1977  |                 |
| 9  | Affectation spéciale        |                 | 5 dicembre 1977   |                 |
| 10 | Intox                       |                 | 8 novembre 1978   |                 |
| 11 | Fausse note                 |                 | 23 gennaio 1979   |                 |
| 12 | Les brebis égarées          |                 | 18 settembre 1979 |                 |
| 13 | Le diable a aussi des ailes |                 | 16 marzo 1980     |                 |

## ?
- Titolo originale: Ricochets
- Diretto da: Alain Dhenault
- Scritto da: Paul Andréota

- Titolo originale: La surprise du chef
- Diretto da: Jacques Trébouta
- Scritto da: Jean Chatenet